# Paul Wilson
Paul Robert Wilson (* 3. července 1941 Hamilton) je kanadský hudebník, překladatel a spisovatel. V roce 1967 se Wilson seznámil v Londýně se svou budoucí ženou Helenou Pospíšilovou a přestěhoval se za ní do Československa, kde se naučil česky. V roce 1972 se vzali, toto manželství bylo později rozvedeno a Wilson se v Kanadě znovu oženil. Má tři děti: Jaka, Mirandu a Gavina. Žije poblíž Toronta.

## Působení v Československu
V letech 1970–1972 vystupoval jako zpěvák avantgardní kapely Plastic People of the Universe. V době postupující normalizace se tato hudební skupina nepodřídila stávajícímu establishmentu, proto začala být perzekvována. Přestože Wilson v roce 1976 už zpěvákem „Plastiků“ nebyl, Státní bezpečnost byla přesvědčena, že poslal do západních médií zprávu o procesu s touto skupinou. Dále pak měla  informace o tom, že se po vzniku dokumentu Charta 77 začal stýkat s jejím signatářem Petrem Pithartem. Přestože Wilson už v hledáčku StB byl, nasadila přímo na něj dalšího udavače; tím byl Josef Žluťák Hrubý. Poté bylo Wilsonovi zrušeno povolení k pobytu a v roce 1977 byl z Československa vyhoštěn –  zprvu k 6. květnu, poté k 10. srpnu a ve výsledku k 15. červenci 1977. Před odjezdem vystoupil s Plastic People na rozlučkovém koncertě v Rychnově. O této akci byla StB rovněž informována.  Heleně Wilsonové bylo povoleno odstěhovat se za svým manželem až po šesti měsících od Wilsonova vyhoštění.

## Působení v zahraničí
Po návratu do Kanady pracoval Wilson jako překladatel, do angličtiny přeložil například knihy Václava Havla, Josefa Škvoreckého nebo Bohumila Hrabala. Založil hudební vydavatelství Boží Mlýn, kde byla vydávána alba skupiny Plastic People v době, kdy je vládnoucí komunistický režim v Československu nedovolil vydávat. Je autorem knihy Bohemian Rhapsodies, jež vyšla česky v roce 2012. 

## Ocenění
Roku 2017 získal Cenu Revolver Revue.